# Ponte delle Tette

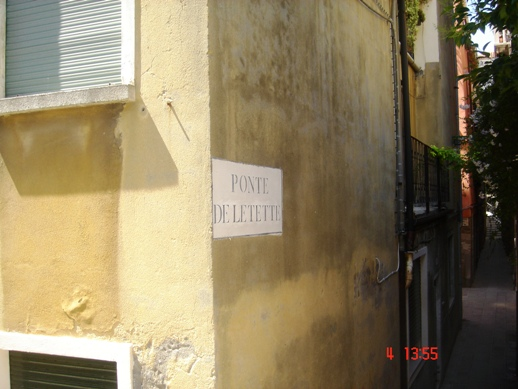
Iscrizione con il nome del ponte su uno degli edifici prospicienti

Il Ponte de le Tette e la Fondamenta de le Tette si trovano a Venezia, al confine tra i sestieri di San Polo e Santa Croce, nella parrocchia di San Cassiano.

## Storia
Ai tempi della Repubblica di Venezia, tutta la zona (Carampane) costituiva un vero e proprio quartiere a luci rosse, in cui abbondavano le case di tolleranza e una di queste si trovava proprio sopra al ponte delle Tette. Le prostitute, affacciandosi alle finestre in direzione del ponte sottostante, erano solite adescare i passanti mostrando loro i seni scoperti. Da qui ha origine questa singolare toponomastica.
Secondo lo storico Tassini, tale costumanza potrebbe essere stata imposta alle meretrici da una legge della Serenissima per limitare il diffondersi dell'omosessualità, ovvero con lo scopo di "distogliere con siffatto incentivo gli uomini dal peccare contro natura".

## Nella cultura di massa
"Al ponte de le tette" è il titolo di una canzone di Italo Salizzato e Emilio De Sanzuane presentata al Concorso della canzone inedita "Leon d'oro" al Teatro Malibran nell'anno 1984.